# 蕭器用
蕭器用（1431年—？），字廷瑞，江西吉安府泰和縣人，明朝政治人物。進士出身。

## 生平
順天府鄉試第一百一名。天順八年（1464年）甲申科會試第二百三十六名，殿試登進士第三甲第一百三十三名。

## 家族
曾祖父蕭子凱。祖父蕭嗣虬。父亲蕭素，曾任教授。